# Cerro del Murciélago
Cerro del Murciélago är en ort i Mexiko.   Den ligger i kommunen Zinacantepec och delstaten Mexiko, i den sydöstra delen av landet, 70 km väster om huvudstaden Mexico City. Cerro del Murciélago ligger 2 789 meter över havet och antalet invånare är 1 079.
Terrängen runt Cerro del Murciélago är kuperad åt sydväst, men åt nordost är den platt. Runt Cerro del Murciélago är det tätbefolkat, med 493 invånare per kvadratkilometer. Närmaste större samhälle är Toluca, 10,7 km öster om Cerro del Murciélago. Trakten runt Cerro del Murciélago består till största delen av jordbruksmark.